# ビル・チェイス
ビル・チェイス（Bill Chase、1934年10月20日 - 1974年8月9日）は、アメリカのトランペッターであり、ジャズ・ロック・バンド「チェイス」のリーダー。

## 略歴
ビル・チェイスは1934年10月20日、マサチューセッツ州スクアンタムのイタリア系アメリカ人の家庭にウィリアム・エドワード・キアイース（William Edward Chiaiese）として生まれた。彼の両親はキアイースの発音が難しいと考え、チェイスという名前に変えた。彼の父親はジレット・マーチング・バンドでトランペットを演奏し、息子にヴァイオリンやドラムなどの音楽に興味を持たせるように勧めた。10代半ばにはトランペットに興味を持つようになった。チェイスは初めてスタン・ケントンのコンサートに参加したが、その中にはトランペット奏者のコンテ・カンドリやメイナード・ファーガソンも含まれていた。
高校卒業後、ニューイングランド音楽院でクラシック・トランペットを学んだが、シリンジャーハウス・オブ・ミュージック（バークリー音楽院）に転校した。指導者にはハーブ・ポメロイやアルマンド・ギターラなどがいる。
チェイスは1958年にメイナード・ファーガソン、1959年にはスタン・ケントン、1960年代にはウディ・ハーマンのサンダーリング・ハードでリード・トランペットを演奏した。
この時期のチェイスのチャートに載った曲の1つ「Camel Walk」は、1963年の『ダウン・ビート』誌のイヤーブックに掲載された。1966年から1970年まで彼はラスベガスでフリーランスとして活動し、ヴィック・ダモーンやトミー・ヴィグと仕事をした。1967年、デューンズ・アンド・リビエラ・ホテルで6人編成のバンドを率い、そこでフレデリック・アプカーの『Vive Les Girls』の舞台制作に参加して、チェイスがその音楽を編曲した。
1971年にはポップス、ロック、ブルース、4人のトランペットをミックスしたジャズ・ロック・バンド「チェイス」を結成した。1971年4月にデビュー・アルバム『追跡』をリリース。チェイスには、テッド・ピアースフィールド、アラン・ウェア、ジェリー・ヴァン・ブレアという、ボーカルとアレンジに長けた3人のジャズ・トランペッターが参加した。彼らは、キーボードのフィル・ポーター、ギターのエンジェル・サウス、ベースのデニス・ジョンソン、パーカッションのジョン・"ジェイ・ブリッド"・ミタサーからなるリズム・セクションでバックアップされていた。グループを締めくくったのは、ファースト・アルバムでリード・ボーカルを務めたテリー・リチャーズだった。このアルバムにはチェイスの最も人気のある曲「Get It On」が収録されており、シングルとしてリリースされたこの曲は1971年5月から13週間チャートに登場した。この曲は、『ダウン・ビート』誌のジム・ザントーが「チェイスのブラスの特徴である複雑な滝のようなライン、トランペットの音色とテクニックの文字通りの滝」と称賛し、バンドはグラミー賞の最優秀新人アーティスト賞にノミネートされたが、新星カーリー・サイモンに阻まれた。
チェイスは1972年3月にセカンド・アルバム『ギリシャの神々 (エニア)』をリリースした。アルバムのタイトルはギリシャ語で9人を意味する言葉で、9人のバンド・メンバーにちなんでいる。オリジナルのラインナップはレコーディング・セッションの途中で変更され、ドラムはゲイリー・スミスが、リード・ボーカルはテリー・リチャーズに代わってG.G.シンが担当した。3枚目のアルバム『復活』では、バンドはジャズの方向に向かった。曲はアイズ・オブ・マーチのジム・ペテリクが作曲したもので、アルバムの2曲ではシンガー兼ベーシストのダルタニアン・ブラウンをバックアップして歌っている。

## 飛行機事故
1974年8月9日、ジャクソン・カウンティ・フェアで予定されていたパフォーマンスに向かう途中、ミネソタ州ジャクソンでチャーターされた双発機パイパー・ツイン・コマンチ (Piper Twin Comanche)の墜落事故で死亡した。他にパイロットと副操縦士、キーボード奏者のウォリー・ヨーン (Wally Yohn)、ギター奏者のジョン・エマ (John Emma)、ドラマーのウォルター・クラーク (Walter Clark)が死亡した。

## 演奏手法
チェイスは、アンブシュアを開発するための練習としてロングトーンを奨励し、トランペットの高音域での彼の能力の多くはこの練習によるものだった。彼はまた、肉体的にも健康であったという。彼はウェイトを持ち上げ、ニューヨークのラテン・クォーターで女性ダンサーから学んだストレッチ・ルーティンを使用していた。

## ディスコグラフィ

### チェイス
- 『追跡』 - Chase (1971年、Epic)
- 『ギリシャの神々 (エニア)』 - Ennea (1972年、Epic)
- 『復活』 - Pure Music (1974年、Epic)
- Live Forever (1998年、The Hallmark Chase Group)[5]
- The Concert Series Volume 1 (2001年、The Hallmark Chase Group)
- The Concert Series Volume 2 (2001年、The Hallmark Chase Group)
- The Concert Series Volume 3 (2001年、The Hallmark Chase Group)

### 参加アルバム
メイナード・ファーガソン
- Swingin' My Way Through College (1959年、Roulette)
- Maynard Ferguson Plays Jazz for Dancing (1959年)
- Maynard '64 (1963年、Roulette)
- A Message from Newport (1972年、Roulette)

ウディ・ハーマン
- At the Monterey Jazz Festival (1960年、Atlantic)
- The New Swingin' Herman Herd (1960年、Crown)
- Encore (1963年、Philips)
- The Swingin'est Big Band Ever (1963年、Philips)
- Woody Herman–1963 (1963年、Philips)
- The Swinging Herman Herd-Recorded Live (1964年、Philips)
- My Kind of Broadway (1964年、Columbia)
- Woody Herman: 1964 (1964年、Philips)
- Woody's Big Band Goodies (1965年、Philips)
- Woody's Winners (1965年、Columbia)
- The Jazz Swinger (1966年、Columbia)
- Woody Live East and West (1967年、Columbia)
- The Magpie (1967年、Atlantic)
- Heavy Exposure (1969年、Cadet)
- Double Exposure (1976年、Chess)
- The New World of Woody Herman (1979年、Jazz Legacy) ※1963年録音
- Live in Antibes 1965 (1988年、France's Concert)
- Live in Seattle (1989年、Moon)
- Blue Flame (1991年、Lester)
- Live in Stereo 1963 Summer Tour (1991年、Jazz Hour)
- Live Guard Sessions with Sarah Vaughan (1991年、Jazz Band)

スタン・ケントン
- Standards in Silhouette (1960年、Capitol)
- Viva Kenton! (1960年、Capitol)
- Live at Barstow 1960 (1994年、Status)

## その他の参考文献
- Szantor, Jim, Downbeat magazine, articles of February 4, 1971, and February 3, 1972.
- "New Acts" column, Variety magazine, March 13, 1974.
- "Obituaries" column, Billboard magazine, August 31, 1974.